# Hiroiki Ariyoshi
Hiroiki Ariyoshi (有吉 弘行?, Ariyoshi Hiroiki; Kumano, 31 maggio 1974) è un comico, attore, conduttore televisivo ed ex cantante giapponese affiliato all'agenzia Ohta Production.

## Biografia

### Gli esordi con i Saruganseki
Originario di Kumano (Hiroshima), Ariyoshi debuttò nel mondo dello spettacolo nel 1994 insieme a Kazunari Moriwaki, con il quale formava il duo comico Saruganseki. I due guadagnarono notevole popolarità grazie alla partecipazione al varietà televisivo Susume! Denpa shōnen durante il quale intrapresero un viaggio di sei mesi in autostop da Hong Kong a Londra.
Sulla scia del successo del programma la coppia pubblicò prima un libro, divenuto best seller, e poi un album, il quale raggiunse la seconda posizione nella classifica settimanale della Oricon. Nel 1997 vinsero il Japan Record Award al miglior artista emergente. Benché in quel periodo i loro guadagni fossero stimati aggirarsi sui 20 milioni di yen al mese, il loro successo finì presto per svanire, e il duo si sciolse nel 2004.

### Carriera solista
Dopo un periodo di assenza totale dalle scene Ariyoshi riapparve gradualmente in televisione, questa volta come comico solista, facendosi apprezzare per i suoi commenti al veleno. La sua carriera riprese quota definitivamente attorno al 2006 quando, ospite della trasmissione Ametalk (condotta dagli Ameagari Kesshitai), si fece conoscere ai più per la sfrontatezza nel dare soprannomi maliziosi a personaggi del mondo dello spettacolo giapponese. Nel 2009 fu eletto miglior personaggio televisivo "ritornato sulle scene" secondo un sondaggio condotto dalla Oricon e, nello stesso anno, venne premiato come uno dei personaggi dell'anno, anche questa volta grazie alla sua lingua tagliente. Nel 2011 risultò essere il tarento maschile con più apparizioni sul piccolo schermo e, a febbraio 2017, risultava essere la celebrità giapponese più seguita sul social network Twitter.
Negli anni Ariyoshi ha presentato decine di show televisivi giapponesi, partecipato con regolarità ad altrettanti in qualità di ospite o opinionista, e recitato in vari film e dorama, prestando inoltre la voce all'orso Ted nelle versioni doppiate dei film di Seth MacFarlane Ted e Ted 2.

## Televisione
- Ken-jin DX (RCC, 1997-2005, ospite regolare)
- Ametalk (雨上がり決死隊のトーク番組アメトーーク!?, Ameagari Ketsushitai no tōku bangumi: Ametōku!) (TV Asahi, dal 2006 - in corso, ospite semiregolare)
- Pierre Yasuko (ピエール靖子?, Piēru Yasuko) (TV Osaka, 2007, ospite regolare)
- Dacho libre (ダチョ・リブレ?, Dacho ribure) (TV Asahi, 2007-2012, ospite regolare)
- AKB48 Nemōsu TV (AKB48ネ申テレビ?, AKB 48 Nemōsu terebi) (Family Gekijō, 2008-2009, ospite regolare)
- Yonaoshi variety kangorongo (世直しバラエティー カンゴロンゴ?, Yonaoshi baraetī kangorongo) (NHK G, 2008-2009, ospite regolare)
- Marumaru no kuni no ōji-sama (○○の国の王子様?) (NHK E, 2009, ospite regolare)
- Nittelegenic no ana (日テレジェニックの穴?, Nitterejenikku no ana) (NTV, 2009)
- Dore dake quest (どれだけ食えスト?, Dore dake kuesuto) (NTV, 2009, ospite regolare)
- Idol no ana: Bi telegenic o sagase! (アイドルの穴〜日テレジェニックを探せ!〜?, Aidoru no ana: Bi terejenikku o sagase!) (NTV, 2009, 2010, 2011, 2012)
- Gakeppuchi: Arabian site Fever (崖っぷち〜アラビアンサイトFEVER〜?, Gakeppuchi: Arabian saito Fībā) (TBS, 2009-2010)
- Idol League! (アイドル☆リーグ!?, Aidoru rīgu!) (NTV, 2009-2013)
- Ippon Granprix (IPPON グランプリ?, Ippon guranpuri) (Fuji TV, 2009-2014, ospite semiregolare)
- 100nichi gekijō (100日劇場?) (NTV, 2010)
- Ukeuri!! (ウケウリ!!?) (NTV, 2010, ospite regolare)
- Sekai waraeru! Journal (世界笑える!ジャーナル?, Sekai waraeru! Jānaru) (TBS, 2010, ospite regolare)
- Don! (NTV, 2010-2011, ospite regolare)
- Idol-chin (アイドルちん?, Aidoru-chin) (NTV, 2010-2011)
- Bakumon panic face! (爆問パニックフェイス!?, Bakumon panikku feisu!) (TBS, 2010-2011, ospite regolare)
- Bakumon powerul face! (爆問パワフルフェイス!?, Bakumon pawafuru feisu!) (TBS, 2010-2011, ospite regolare)
- Ariyoshi AKB kyōwakoku (有吉AKB共和国?) (TBS, dal 2010 - in corso)
- Bakana furi shite kiite mita (バカなフリして聞いてみた?) (NTV, 2011, ospite regolare)
- Brat shitto (ブラっと嫉妬?, Buratto shitto) (KTV, 2011)
- Kika knight (キカナイト?, Kika naito) (Fuji TV, 2011-2012)
- Star draft kaigi (スター☆ドラフト会議?, Sutā dorafuto kaigi) (NTV, 2011-2013, ospite regolare)
- Mote mote ninetynine (もてもてナインティナイン?, Mote mote naintinain) (TBS, 2011-2014, ospite regolare)
- Hirunandesu! (ヒルナンデス!?) (NTV, dal 2011 - in corso, ospite regolare)
- Tunnels no mina-san no okage deshita (とんねるずのみなさんのおかげでした?, Ton'neruzu no mina-san no okage deshita) (Fuji TV, dal 2011 - in corso, ospite semiregolare)
- Matsuko & Ariyoshi no ikari shintō (マツコ&有吉の怒り新党?) (TV Asahi, dal 2011 - in corso)
- London Hearts (ロンドンハーツ?, Rondon hātsu) (TV Asahi, dal 2011 - in corso)
- Koko hore! Wan wan! (ここ掘れ!ワンワン!?) (NTV, 2012)
- Quiz 80 (クイズ80?, Kuizi 80) (NTV, 2012)
- Geinōjin power chūnyū (芸能人パワー注入?, Geinōjin pawā chūnyū) (TBS, 2012, 2014)
- Napu & imoto no sekai banzuke (ネプ&イモトの世界番付?) (NTV, 2012-2013, ospite regolare)
- Cream quiz miracle 9 (くりぃむクイズ ミラクル9?, Kuryimu kuizu mirakuru 9) (TV Asahi, 2012-2014, ospite regolare)
- Otona e no tobira TV (オトナへのトビラTV?) (NHK, 2012-2014)
- Woman on the Planet (ウーマン・オン・ザ・プラネット?, Ūman on za puranetto) (NTV, 2012-2015)
- Ariyoshi-kun no shōjiki sanpo (有吉くんの正直さんぽ?) (Fuji TV, dal 2012 - in corso)
- Ariyoshi Japon (有吉ジャポン?) (TBS, dal 2012 - in corso)
- Zenkoku Kōtō Gakkō quiz senshuken (全国高等学校クイズ選手権?, Zenkoku Kōtō Gakkō kuizi senshuken) (NTV, 2013, 2014)
- Ariyoshi no natsuyasumi (有吉の夏休み?) (Fuji TV, 2013, 2014)
- Ima, kono gao ga sugoi! (今、この顔がスゴい!?) (TBS, 2013-2014)
- Hiroi kino (ひろいきの?) (Fuji TV, 2013-2014)
- Ariyoshi no baka dakedo... news hajimemashita (有吉のバカだけど…ニュースはじめました?, Ariyoshi no baka dakedo... nyūsu hajimemashita) (TV Tokyo, 2013, 2015)
- Ariyoshi hansei-kai (有吉反省会?) (NTV, dal 2013 - in corso)
- Ariyoshi seminar (有吉ゼミ?, Ariyoshi zemi) (NTV, dal 2013 - in corso)
- Ariyoshi Hiroiki no dare toku!? (有吉弘行のダレトク!??) (KTV, dal 2013 - in corso)
- Mimura & Ariyoshi tokuban (三村&有吉特番?) (TV Asahi, 2014)
- Ariyoshi VS Mijime-chan (有吉VSミジメちゃん?) (KTV, 2014)
- Sokuhō! Ariyoshi no owarai daitōryō senkyo (速報!有吉のお笑い大統領選挙?) (TV Asahi, 2014, 2015)
- Sakurai Ariyoshi abunai yakai (櫻井有吉アブナイ夜会?) (TBS, dal 2014 - in corso)
- Ōi! Hiroiki-mura (おーい!ひろいき村?) (Fuji TV, dal 2014 - in corso)
- Team Ariyoshi (チーム有吉?, Chīmu Ariyoshi) (TBS, 2015)
- Ariyoshi no kabe (有吉の壁?) (NTV, 2015)

## Filmografia

### Cinema
- Isshō, asonde kurashitai (一生、遊んで暮らしたい?), regia di Katsuji Kanazawa (1998)
- Shinsei toire no Hanako-san (新生 トイレの花子さん?), regia di Yukihiko Tsutsumi (1998)
- Trick: Gekijō-ban 2 (トリック劇場版2?), regia di Yukihiko Tsutsumi (2006)
- Bubble e go!! Time machine wa drum-shiki (バブルへGO!! タイムマシンはドラム式?), regia di Yasuo Baba (2007)
- The yakiniku movie: Purokogi (The焼肉ムービー プルコギ?), regia di Su-yeon Gu (2007)
- Pyū to fuku! Jaguar: The Movie (ピューと吹く!ジャガー THE MOVIE?), regia di McCoy Saitō (2008)
- Maboroshi no yamataikoku (まぼろしの邪馬台国?), regia di Yukihiko Tsutsumi (2008)
- Ueshima Jane (上島ジェーン?), regia di McCoy Saitō (2009)
- Beck, regia di Yukihiko Tsutsumi (2010)
- Ueshima Jane: Beyond (上島ジェーン ビヨンド ?), regia di McCoy Saitō (2014)

### Dorama
- Ai nante iranē yo, natsu (愛なんていらねえよ、夏?), episodio 1 (TBS, 2002)
- Onsen e ikō! (温泉へ行こう?) (TBS, 2004)
- Bengoshi no kuzu - Nine Head of Lawyer (弁護士のくず -NINE HEAD OF LAWYER-?) (TBS, 2006)
- Wagahai wa shufu de aru (吾輩は主婦である?) (TBS, 2006)
- Ochaberi (おちゃべり?) (MBS, 2009)
- Kagerō no Tsuji 3 (陽炎の辻3?) (NHK, 2009)

### Doppiaggio
- Ted, regia di Seth MacFarlane (2012) - voce di Ted
- Ted 2, regia di Seth MacFarlane (2015) - voce di Ted

## Discografia

### Con i Saruganseki

#### Album
- 1997 — Megure
- 1999 — 1986

#### Raccolte
- 1998 — Tsūshin-bo: Saruganseki singles
- 2008 — Golden Best - Shiroi kumo no yō ni Saruganseki

#### Singoli
- 1996 — Shiroi kumo no yō ni
- 1997 — Tsuki
- 1997 — Konbini
- 1997 — Kimi ni aozora/Koe ga kikoeru (con i Versus)
- 1997 — Oeoeo!
- 1997 — Christmas/Shōnen no hane
- 1998 — Kimi ni ai ni ikō
- 1998 — Kinō made no kimi o dakishimete
- 1998 — Hatsukoi
- 1998 — My Revolution

### Con la Ken-Jin Band

#### Singoli
- 2001 — Hungry Man/Dear
- 2001 — Niji/Kimi no hidarite
- 2004 — Rocket/Wataraku otoko no uta

## Pubblicazioni
- Ore wa zettai seikaku warukunai!, Ohta Publishing, 2008, ISBN 978-4778311414.
- Ikari oyaji ai no sekkyō Book, Ohta Publishing, 2009, ISBN 978-4778311643.
- Ryūheikai bokutachi iwaba salaryman desu. Shusse-jutsu no subete ga koko ni, Futabasha, 2009, ISBN 978-4575301212.
- Kira wa ren'ai dokuzetsu no susume, KK Bestsellers, 2009, ISBN 978-4584122402.
- Omae nanka mō shinde iru pro ippatsu-ya ni manabu 50 no hōsoku, Futabasha, 2010, ISBN 978-4575302219.
- Dokuzetsu-yaku tetsugakumono no kotoba, Futabasha, 2012, ISBN 978-4575304121.
- Gendai yōgo no kuso chishiki, Futabasha, 2013, ISBN 978-4575305791.